# Teodelinda
Teodelinda kraljica Langobarda (570. – 628.) bila je kći bavarskog kralja Garibalda, supruga langobardskog kralja Autarija te kasnije Agilulfa nakon Autarijeve smrti.